# 激突!漫才新幹線
『激突!漫才新幹線』（げきとつ まんざいしんかんせん）とは、フジテレビ系列の『花王名人劇場』でシリーズ化されていた関西テレビ製作の漫才番組である。
同タイトルで5回放送されたが、ここでは1980年代の漫才ブームを興したことで知られる1980年1月20日の第1回放送について特に記述する。

## 概要
国立劇場などにて行われた横山やすし・西川きよし、星セント・ルイスといった東西を代表する漫才コンビの競演を放送した。当時若手だったB&Bがもう1組として抜擢されて出演し、B&Bが爆発的人気を得たため、これが漫才ブームを起こすきっかけとなった。
ゴールデンタイムの1時間枠を司会なしで、やすしきよし、星セント・ルイス、B&Bの三組が、おのおの10数分間の持ち時間で漫才のみを行い、舞台袖で他コンビの漫才を見守る様子を中継するなどカメラワークも工夫し、当時としても異例中の異例の番組であった。
第1回となった1980年1月の放送でB&Bは「もみじまんじゅう」などのお国自慢ネタを披露し、視聴率は関東では15.8%、関西では27.2%を獲得した。『激突!漫才新幹線』は大成功を収め、漫才は高視聴率を稼げるソフトとして一躍脚光を浴びた。各局がこぞってお笑い番組を始め、出演者はアイドル並みの人気を得た。仕掛け人・澤田隆治プロデューサーは「話術だけで、こんなに笑えるモノがある。視聴者がそれに気づいたんやね」と話している。
この放送が漫才ブームの起点となり、視聴率的に苦戦していた『花王名人劇場』も漫才をメインとする番組と路線変更するきっかけとなった。

## 企画経緯
番組がスタートした当初の『花王名人劇場』は昭和の多彩な名人芸を紹介するコンセプトの番組で、単発ドラマも放送していたが、視聴率的には苦戦しており、打開策として取り上げられたのが漫才だった。そもそもは、あらんどろん、B&B、ツービート、Wヤングの4組の漫才の激突という企画だった。1979年10月22日のプログラムに載っている同年12月5日の国立劇場演芸場の公演の予告には、「激突!漫才新幹線」のタイトルと共にあらんどろんら4組の名前が入っていた。
ところが1979年10月25日、Wヤングの中田治雄が熱海で自殺するという事態が起きてこの企画は潰れた。この4組の中で売りものになるのは当時Wヤングだけだった。あとの3組は既にテレビには出てはいたが、とてもゴールデンタイムに登場させる看板ではなく、企画の括りでトライさせてみようという目論見であった。やむなく1979年12月22日、改めて漫才企画としてやすしきよし、セント・ルイスの激突にB&Bを入れた構成で録画し、翌1980年1月20日にテレビ放送された。

## 時代背景
「漫才は西（関西）の芸」というのが一般の認識で、テレビの世界では漫才は、まだまだ全国区ではなかった。吉本興業の木村政雄は「若者はゴールデンタイムに漫才なんて見たことがなかったと思う」と述べている。当時は上方漫才が活気を失っていた時期でもあった。大阪万博時には観光客で劇場は賑わったが、以降テレビではバラエティ番組が主流となり、漫才師は「漫才」以外で重宝されていた。やすしきよしも主に司会で売っていて、漫才をテレビでやるのも2年ぶりだった。打ち切られるローカル演芸番組も多く、本当に漫才が好きな人だけが松竹の角座や吉本の花月に通っている状況だった。さらに野球賭博等で上方のお笑い界がガタガタになっていたところへWヤング中田の自殺が起き、「漫才はもうなくなるのでは」とまで囁かれていた。

## 放送日時
| 回数  | 放送日時       | 出演者                                                         | 視聴率（東京） |
| ----- | -------------- | -------------------------------------------------------------- | -------------- |
| 第1回 | 1980年1月20日  | やすし・きよし、セント・ルイス、B&B                            | 15.8%          |
| 第2回 | 1980年4月13日  | セント・ルイス、ゆーとぴあ、チャンバラトリオ、コメディNo.1     | 16.8%          |
| 第3回 | 1980年11月30日 | やすし・きよし、B&B、紳助・竜介                                | 22.4%          |
| 第4回 | 1981年9月6日   | やすし・きよし、B&B、阪神・巨人、小づえ・みどり                | 15.0%          |
| 第5回 | 1982年6月27日  | 春日三球・照代、今いくよ・くるよ、正司敏江・玲児、コント赤信号 | 16.9%          |